# Casa Pradell (Gandesa)
Casa Pradell és una obra modernista de Gandesa (Terra Alta) inclosa a l'Inventari del Patrimoni Arquitectònic de Catalunya.

## Descripció
Habitatge amb planta baixa i tres pisos. La porta d'accés és de gran altura així com tota la planta baixa, posteriorment comerç. A tots els pisos hi ha tres finestres alineades verticalment. Les dels dos últims pisos estan units per un llarg balcó amb barana metàl·lica que ocupa tota la façana.
A la part superior hi ha un frontó amb ondulacions centrades, amb l'eix de cada línia vertical de finestres, amb motllures i relleus florals puntualitzats al mig. Les llindes de les finestres presenten estucats, de formes florals i al central superior, hi ha esgrafiats amb la data de construcció.